# О’Хара, Пейдж
Пейдж О’Хара, при рождении Донна Пейдж Хельминтоллер (род. 10 мая 1956, Форт-Лодердейл, Флорида) — американская актриса, певица и художница, наиболее известная по озвучиванию Белль в мультфильмах студии Дисней.

## Ранние годы
Пейдж О’Хара родилась 10 мая 1956 года в Форт-Лодердейле и со стороны матери имеет ирландское происхождение, а со стороны отца — ирландское, британское, голландское и немецкое. С четырёх лет она начала посещать курсы актёрского мастерства и участвовала в спектаклях детского городского театра. Также О’Хара училась в средней школе искусств Парквей.
В 12 лет она заинтересовалась пением и поступила в среднюю школу театральных искусств. Своим кумиром О’Хара называет американскую актрису и певицу Джуди Гарленд.

## Карьера

### «Красавица и Чудовище»
Являясь давним поклонником Диснея, О’Хара пошла на прослушивание для мультфильма «Красавица и Чудовище», после того как прочла о мультфильме в газете The New York Times и получила роль Белль, несмотря на то что при 17-летней героине актрисе было уже 35 лет. После мультфильма 1991 года О’Хара многократно повторяла свою роль для приквелов «Чудесное Рождество», «Волшебный мир Белль» и «Сказки Белль о дружбе», выходивших сразу на DVD. Помимо этого она озвучивала Белль в различных кроссоверных мультфильмах и других проектах студии.
В 2007 году Пейдж О’Хара снялась в небольшом камео для фильма Зачарованная, высмеивающего многие стереотипы сказочных мультфильмов Диснея. Она сыграла героиню мыльной оперы, которую герои смотрели по телевизору.
В 2011 году за своё многолетнее озвучивание Белль О’Хара получила премию Легенды Диснея, вручаемую за существенный вклад в работу компании.
В этом же году О’Хара была заменена Джули Натансон в качестве голоса Белль после 20 лет исполнения данной роли в связи с возрастными изменениями голоса. Несмотря на это, она продолжает участвовать в рекламных акциях Disney. В 2016 году О’Хара появлялась на многочисленных специальных показах лайв-экшен адаптации «Красавица и чудовище» в честь 25-летия фильма, а также вновь озвучила Белль для мультфильма 2018 года «Ральф против интернета».